# Prodigal Son
Prodigal Son är en amerikansk kriminaldrama-TV-serie skapat av Chris Fedak och Sam Sklaver för Fox Broadcasting Company. Serien hade premiär den 23 september 2019. I oktober 2019 beslöt man sig för att spela in en hel säsong. I maj 2020 beslutades det om en andra säsong. Andra säsongen hade premiär den 12 januari 2021.

## Handling
Serien handlar om Malcolm Bright, vars far, Martin Whitly, är den ökända seriemördaren känd som "The Surgeon". Som barn var Malcolm ansvarig för att polisen kunde gripa hans far och har inte sett honom på tio år, då han klippte alla band med honom och bytte sitt namn. Malcolm jobbade tidigare på FBI (tills han blev avskedad) och jobbar numera som konsult för NYPD med gärningsmannaprofilering. Malcolm tvingas konfrontera sin far sedan en copycat-seriemördare använder Whitlys metoder för att döda.

## Rollista

### Huvudroller
- Tom Payne som Malcolm Bright (tidigare känd som Malcolm Whitly)[5]
- Lou Diamond Phillips som Gil Arroyo[6]
- Halston Sage som Ainsley Whitly[7]
- Aurora Perrineau som Dani Powell[6]
- Frank Harts som JT Tarmel[6]
- Keiko Agena som Edrisa Tanaka[8]
- Bellamy Young som Jessica Whitly[9]
- Michael Sheen som Martin Whitly[10]

### Återkommande roller
- Charlayne Woodard som Dr. Gabrielle Le Deux
- Dermot Mulroney som Nicholas Endicott[11]
- Christian Borle som Friar Pete (säsong 2)[12]
- Michael Potts som Brandon Marsh (säsong 2)[12]

## Produktion

### Utveckling
Den 9 maj 2019 meddelades att produktionen hade fått godkänt att produceras. En dag efter det meddelades att serien skulle ha premiär hösten 2020 och serien hade premiär 23 september 2019. Den 7 oktober 2019 beslöt man sig för att spela in en hel säsong med 22 avsnitt. I mars 2020 stängde Warner Bros. Television av produktionen på grund av COVID-19-pandemin. I april 2020 avslöjades emellertid att avsnitt 20 kommer att vara säsongens final.
Den 21 maj 2020 förnyade Fox serien för en andra säsong.

### Rollbesättning
I februari 2019 meddelades att Lou Diamond Phillips, Aurora Perrineau och Frank Harts hade fått huvudrollerna. I mars 2019 rapporterades det att Michael Sheen, Bellamy Young, Finn Jones, Keiko Agena och Halston Sage hade tillkommit på rollistan. Fyra dagar senare, den 12 mars 2019, meddelades att Tom Payne skulle ersätta Jones i rollen som Malcolm Bright. Den 10 februari 2020 fick Dermot Mulroney en återkommande roll.

## Mottagande
Webbplatsen Rotten Tomatoes rapporterade ett genomsnittligt betyg på 6,29/10, baserat på 26 recensioner. Metacritic gav en poäng på 59 av 100 baserat på 12 kritiker, vilket indikerar "blandade eller genomsnittliga recensioner."